# Christian Friedrich von Kahlbutz

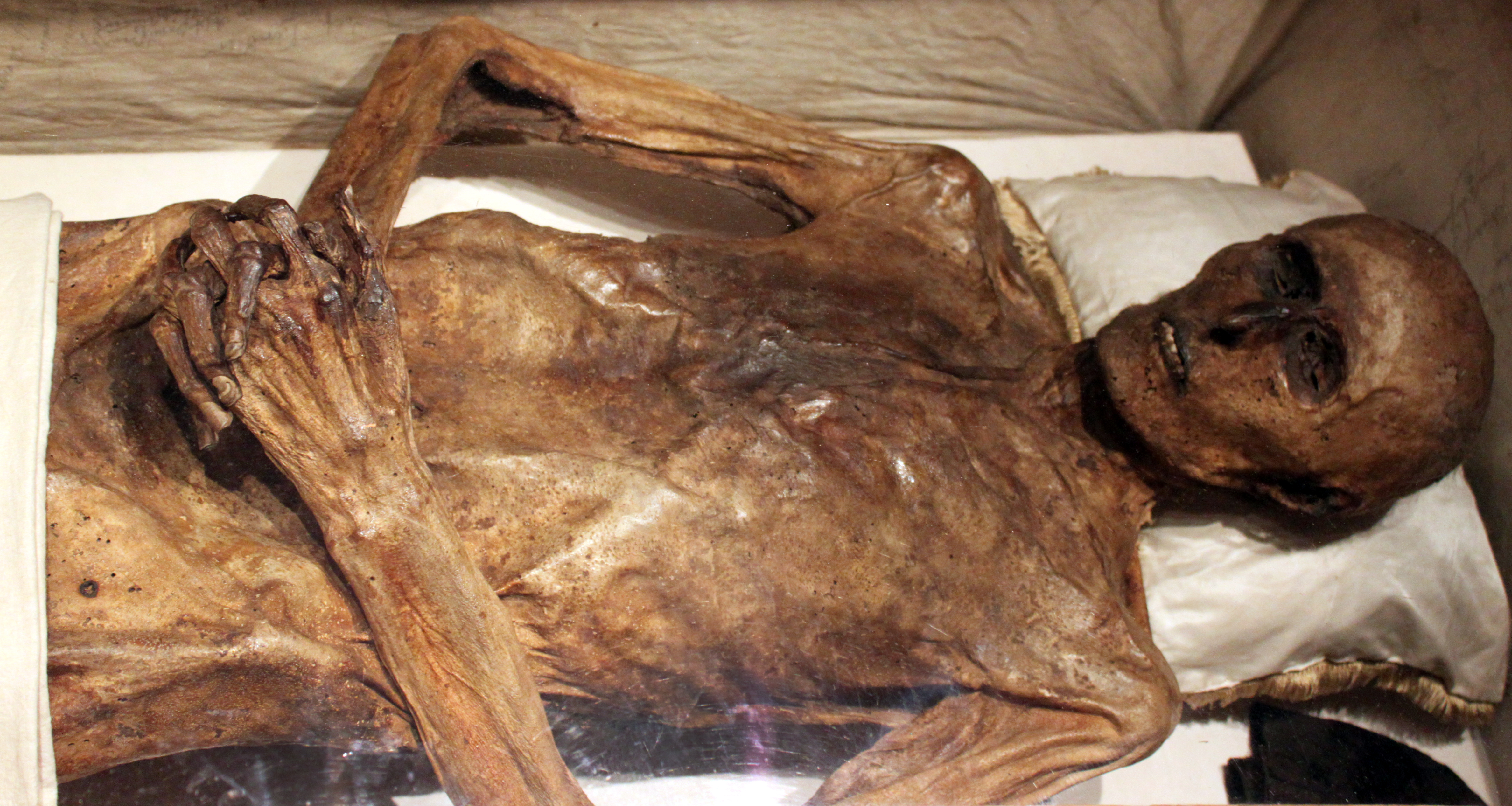
Xác ướp Christian Friedrich von Kahlbutz

Christian Friedrich von Kahlbutz  (1651 ở Kampehl, Brandenburg - 1702 ở Kampehl) là một hiệp sĩ người Đức, ngày nay ông nổi tiếng với xác ướp của mình; không có quá trình ướp xác đáng chú ý đã được sử dụng khi ông qua đời, nhưng xác ướp của Kahlbutz vẫn trong tình trạng tốt. Ngày nay, xác ướp được bảo tồn thu hút nhiều khách du lịch.
Theo truyền thuyết địa phương, "Hiệp sĩ Kalebuz", như ông được biết đến, thường xuyên thực hiện quyền của droit du seigneur. Ông có mười một đứa con của riêng mình và ít nhất ba mươi đứa con ngoài giá thú khác. Trong khi thực hiện "quyền" này vào tháng 7 năm 1690, ông đã chọn cô dâu của một người chăn cừu từ Bückwitz. Cô từ chối anh ta và vì luật lệ cai trị quyền của đêm đầu tiên, anh ta đã giết người chăn cừu. Mặc dù không có nhân chứng, cô dâu của người chăn cừu, Maria Leppin, đã buộc tội Kahlbutz về vụ giết người và đưa anh ta ra tòa ở Dreetz (Brandenburg). Là một quý tộc, ông có quyền đặc biệt và có thể tuyên thệ vô tội trước tòa án để giải thoát chính mình. Kahlbutz đã làm điều này và ngay lập tức được tha bổng.
Kahlbutz qua đời ở tuổi 52 và được đặt trong một chiếc quan tài đôi trong ngôi mộ của gia đình. Năm 1783, người cuối cùng của dòng họ von Kahlbutz đã chết. Trong khi nhà thờ Kampehl đang được cải tạo vào năm 1794, những chiếc quan tài trong nhà thờ được chôn cất trong nghĩa trang giống như tất cả các quan tài khác. Khi các quan tài được mở ra, người ta phát hiện ra rằng tất cả các xác chết ngoại trừ Hiệp sĩ Kahlbutz đã bị phân hủy.

## Gia đình
Kahlbutz đã kết hôn từ ít nhất 1682 với Margarete von Rohr (1724), thành viên của dòng họ quý tộc Brandenburg lâu đời von Rohr, họ có 11 người con.
- Con thứ ba: Christian Ludwig von Kahlbutz († 1748), ⚭ Elisabeth Hedwig von Flotow[3][4]
  - Con trai: Friedrich Christian Heinrich von Kahlbutz (1724–1783), Đại tá Phổ, người cuối cùng trong trung đoàn dưới chân "Hoàng tử Ferdinand"
- Con thứ bảy: Christian Friederich von Kahlbutz